# 池辺巌
- 池辺 巌
- 池辺 巖
- 池邉 巖
- 池邉 巌
- 池邊 巌
- 池邊 巖

池辺 巌（いけべ いわお、1944年1月18日 - ）は、長崎県長崎市出身の元プロ野球選手（外野手、内野手）・コーチ、野球解説者。日本プロ野球OBクラブ（全国野球振興会）会員。
1979年から1986年までは池辺 豪則（いけべ たけのり）、1987年以降は池辺 巖（いけべ いわお）の登録名で活動していた。日本プロ野球OBクラブまたは日本学生野球協会の資料では、池邉 巖。このほか、池邉 巌、池邊 巌、池邊 巖と表記される場合もある。
愛称は、ガンちゃん。
1972年に日本プロ野球で制定されたダイヤモンドグラブ賞（のちにゴールデングラブ賞へ改称）第1号受賞者の一人である（パシフィック・リーグ、外野手部門）。

## 経歴

### プロ入りまで
海星高校では3年時にエースとして甲子園に春夏連続出場を果たした。まず1960年秋季九州大会決勝で小倉工を完封、翌1961年春の選抜への出場を決める。しかし大会では1回戦で、阪本敏三らのいた平安高に完封負けを喫した。夏は西九州大会決勝で長崎西高に大勝、夏の甲子園に出場するが、1回戦で準優勝校の桐蔭高に完封負け。

### 現役時代
1962年に大毎オリオンズへ投手として入団しプロ入り。
1963年には三塁手として4試合に先発出場。
1964年には外野手へ転向し一軍に定着。
1966年には中堅手の定位置を確保する。
1967年は初めて規定打席に到達し、打率.286でベストテン8位に入った。
1968年にはかつて経験のある三塁手に回るが、リーグ最多の29失策を記録してしまう。
1969年は中堅手に戻り、自己最高の打率.322（ベストテン3位）を記録。
1970年のリーグ優勝にも攻守の要として大きく貢献、同年の読売ジャイアンツとの日本シリーズでは全5試合に「2番・中堅手」として出場、15打数4安打2打点を記録した。
1972年には第1回ダイヤモンドグラブ賞を受賞。オールスターゲームにも4度出場（1967年、1969年 - 1971年）するなど堅実な守備と勝負強い打撃で活躍した。
1973年には弘田澄男が中堅手に定着し右翼手に回るが、自身の守備や起用法を巡り金田正一監督と激しく対立、さらに背番号も入団以来着用した34を国鉄スワローズ・読売ジャイアンツ（巨人）での現役投手時代に一貫して着用していた金田監督に召し上げられる形で16に変更、一時はトレード要員となるが、家族の事を考え拒否。トレード成立とはならず残留した。
1974年は得津高宏の台頭もあって出場機会が減少するが、シーズン後半には故障欠場のジョージ・アルトマンに代わって起用され、1番打者としてリーグ優勝に貢献。しかし中日ドラゴンズとの日本シリーズでは、第3戦に「6番・右翼手」として先発するものの、通算6打数1安打と活躍の場がなかった（チームは日本一）。
1975年に鈴木皖武・上辻修・小川清一・森山正義・平山英雄との交換トレードで井上圭一と共に阪神タイガースへ移籍。
1976年には2度目のダイヤモンドグラブ賞を受賞。全盛時は強肩で知られていたが、肩の弱さが目立ち始めていた。
1979年には近鉄バファローズに移籍。同年の広島との日本シリーズでは3試合に出場するが、2打数無安打と活躍の場はなかった。同年限りで現役を引退。

### 引退後
1980年から1983年までラジオ大阪（OBC）で野球解説者を務めた。
1984年から1987年までは近鉄一軍外野守備コーチ。
1988年からは南海ホークスの二軍守備・走塁コーチ。
1989年はチーフコーチ。
1990年から1992年までは横浜大洋ホエールズ一軍守備・走塁コーチ。
1993年から1994年までは千葉ロッテマリーンズで一軍打撃コーチを歴任。
1995年には千葉テレビ放送（CTC）野球解説者を務めた。
1996年は再びロッテで一軍守備・走塁コーチを務めた。
1997年からはロッテのフロントに入り、スカウト部長も務めた。
2001年編成部調査担当を最後に退団。
ロッテのフロント退任後はJ SPORTSで野球解説者を務めた。また、2007年には、当時連盟無所属のクラブチームだった長崎セインツの監督を務めていた。
2014年1月20日、学生野球資格回復に関する規則 第4条による認定者となる（修了認証番号：S-0139、登録名：池邉 巖）。

## エピソード
阪神時代の1977年4月30日の対大洋戦（川崎）では、捕手を守ったこともある。この試合で阪神は、8回裏の時点で、捕手として守備に就いている片岡新之介が7回裏に受けたファウルチップによる負傷のため、盗塁を許すなど既にまともに守れる状態ではなく、1点リードしていたものの無死二塁・三塁のピンチに陥っていた。更に、この時阪神は田淵幸一（こちらもファウルチップが当たったため交代）、大島忠一（代打起用済）と捕手全員を使い切っていた。この際困り果てた阪神首脳陣は池辺に捕手を命じた。「外野から投球の様子を見ているからなんとかリードできるだろう」程度の考えで任せたものであったが、池辺はアマチュア時代を含めて捕手の経験はなく、文字通りの急造捕手であった。この後の2イニングを古沢憲司とバッテリーを組み、速球とカーブのみでなんとか無失点に抑え、勝利を収めた。この池辺の活躍に対して、球団から金一封が出たという。
守備位置に関しては二塁手以外の8ポジションの出場があり、指名打者としても3試合出場している。これは全ポジション（指名打者含む）出場がある五十嵐章人（ロッテ、オリックス、近鉄）、高橋博士（南海、日本ハム、ロッテ）に次いで多い。

## 詳細情報

### 年度別打撃成績
| 年 度      | 球 団            | 試 合 | 打 席 | 打 数 | 得 点 | 安 打 | 二 塁 打 | 三 塁 打 | 本 塁 打 | 塁 打 | 打 点 | 盗 塁 | 盗 塁 死 | 犠 打 | 犠 飛 | 四 球 | 敬 遠 | 死 球 | 三 振 | 併 殺 打 | 打 率 | 出 塁 率 | 長 打 率 | O P S |
| ---------- | ---------------- | ----- | ----- | ----- | ----- | ----- | -------- | -------- | -------- | ----- | ----- | ----- | -------- | ----- | ----- | ----- | ----- | ----- | ----- | -------- | ----- | -------- | -------- | ----- |
| 1962       | 大毎 東京 ロッテ | 1     | 0     | 0     | 0     | 0     | 0        | 0        | 0        | 0     | 0     | 0     | 0        | 0     | 0     | 0     | 0     | 0     | 0     | 0        | ----  | ----     | ----     | ----  |
| 1963       | 大毎 東京 ロッテ | 19    | 21    | 21    | 1     | 2     | 0        | 0        | 0        | 2     | 1     | 0     | 1        | 0     | 0     | 0     | 0     | 0     | 14    | 1        | .095  | .095     | .095     | .190  |
| 1964       | 大毎 東京 ロッテ | 93    | 132   | 128   | 10    | 31    | 5        | 1        | 0        | 38    | 6     | 2     | 3        | 1     | 1     | 1     | 0     | 1     | 27    | 3        | .242  | .254     | .297     | .551  |
| 1965       | 大毎 東京 ロッテ | 95    | 150   | 143   | 18    | 28    | 6        | 0        | 3        | 43    | 9     | 1     | 4        | 2     | 0     | 4     | 0     | 1     | 24    | 1        | .196  | .223     | .301     | .524  |
| 1966       | 大毎 東京 ロッテ | 105   | 243   | 229   | 31    | 52    | 7        | 1        | 10       | 91    | 32    | 2     | 2        | 3     | 1     | 7     | 0     | 3     | 32    | 3        | .227  | .259     | .397     | .657  |
| 1967       | 大毎 東京 ロッテ | 128   | 500   | 455   | 50    | 130   | 27       | 1        | 6        | 177   | 44    | 10    | 11       | 12    | 2     | 21    | 0     | 10    | 55    | 3        | .286  | .331     | .389     | .720  |
| 1968       | 大毎 東京 ロッテ | 131   | 544   | 504   | 61    | 124   | 19       | 0        | 15       | 188   | 47    | 9     | 4        | 12    | 2     | 19    | 0     | 7     | 56    | 4        | .246  | .283     | .373     | .656  |
| 1969       | 大毎 東京 ロッテ | 105   | 446   | 394   | 56    | 127   | 17       | 1        | 11       | 179   | 33    | 16    | 5        | 19    | 4     | 23    | 1     | 5     | 44    | 6        | .322  | .367     | .454     | .822  |
| 1970       | 大毎 東京 ロッテ | 125   | 524   | 467   | 71    | 128   | 17       | 1        | 22       | 213   | 61    | 14    | 7        | 27    | 3     | 23    | 1     | 4     | 65    | 9        | .274  | .314     | .456     | .770  |
| 1971       | 大毎 東京 ロッテ | 106   | 430   | 382   | 76    | 110   | 12       | 1        | 19       | 181   | 56    | 11    | 4        | 9     | 3     | 25    | 0     | 10    | 50    | 4        | .288  | .348     | .474     | .822  |
| 1972       | 大毎 東京 ロッテ | 121   | 501   | 459   | 69    | 123   | 22       | 0        | 21       | 208   | 70    | 11    | 8        | 1     | 5     | 29    | 1     | 7     | 69    | 16       | .268  | .321     | .453     | .774  |
| 1973       | 大毎 東京 ロッテ | 93    | 318   | 279   | 34    | 60    | 4        | 0        | 12       | 100   | 36    | 6     | 4        | 4     | 1     | 29    | 0     | 5     | 38    | 6        | .215  | .300     | .358     | .659  |
| 1974       | 大毎 東京 ロッテ | 99    | 272   | 249   | 28    | 70    | 10       | 1        | 5        | 97    | 27    | 8     | 3        | 6     | 1     | 13    | 0     | 3     | 28    | 2        | .281  | .325     | .390     | .714  |
| 1975       | 阪神             | 121   | 425   | 396   | 36    | 103   | 13       | 2        | 3        | 129   | 28    | 5     | 3        | 8     | 2     | 13    | 1     | 5     | 59    | 11       | .260  | .292     | .326     | .618  |
| 1976       | 阪神             | 121   | 366   | 337   | 33    | 94    | 14       | 1        | 13       | 149   | 40    | 5     | 2        | 6     | 3     | 16    | 0     | 4     | 37    | 8        | .279  | .319     | .442     | .761  |
| 1977       | 阪神             | 113   | 389   | 368   | 31    | 101   | 15       | 0        | 13       | 155   | 46    | 6     | 2        | 4     | 2     | 10    | 3     | 5     | 40    | 8        | .274  | .303     | .421     | .724  |
| 1978       | 阪神             | 92    | 291   | 272   | 27    | 62    | 7        | 1        | 1        | 74    | 18    | 1     | 3        | 4     | 2     | 11    | 0     | 2     | 25    | 7        | .228  | .263     | .272     | .535  |
| 1979       | 近鉄             | 64    | 138   | 125   | 11    | 32    | 2        | 0        | 2        | 40    | 10    | 1     | 0        | 3     | 1     | 6     | 1     | 3     | 11    | 3        | .256  | .306     | .320     | .626  |
| 通算：18年 | 通算：18年       | 1732  | 5690  | 5208  | 643   | 1377  | 197      | 11       | 156      | 2064  | 564   | 108   | 66       | 121   | 33    | 250   | 8     | 75    | 674   | 95       | .264  | .308     | .396     | .704  |

- 各年度の太字はリーグ最高
- 大毎（毎日大映オリオンズ）は、1964年に東京（東京オリオンズ）に、1969年にロッテ（ロッテ・オリオンズ）に球団名を変更

### 年度別投手成績
| 年 度     | 球 団     | 登 板 | 先 発 | 完 投 | 完 封 | 無 四 球 | 勝 利 | 敗 戦 | セ 丨 ブ | ホ 丨 ル ド | 勝 率 | 打 者 | 投 球 回 | 被 安 打 | 被 本 塁 打 | 与 四 球 | 敬 遠 | 与 死 球 | 奪 三 振 | 暴 投 | ボ 丨 ク | 失 点 | 自 責 点 | 防 御 率 | W H I P |
| --------- | --------- | ----- | ----- | ----- | ----- | -------- | ----- | ----- | -------- | ----------- | ----- | ----- | -------- | -------- | ----------- | -------- | ----- | -------- | -------- | ----- | -------- | ----- | -------- | -------- | ------- |
| 1962      | 大毎      | 1     | 0     | 0     | 0     | 0        | 0     | 0     | --       | --          | ----  | 11    | 3.0      | 2        | 0           | 2        | 0     | 0        | 1        | 0     | 0        | 0     | 0        | 0.00     | 1.33    |
| 通算：1年 | 通算：1年 | 1     | 0     | 0     | 0     | 0        | 0     | 0     | --       | --          | ----  | 11    | 3.0      | 2        | 0           | 2        | 0     | 0        | 1        | 0     | 0        | 0     | 0        | 0.00     | 1.33    |

### 表彰
- ダイヤモンドグラブ賞：2回 （1972年、1976年）※1972年は福本豊、広瀬叔功と共に外野手部門でのパ・リーグ史上初の受賞[17]

### 記録
投手記録
- 初登板：1962年9月2日、対西鉄ライオンズ18回戦（平和台球場）、6回裏に5番手で救援登板・完了、3回無失点
- 初奪三振：同上、8回裏に三宅孝夫から

打撃記録
- 初先発出場：1963年9月8日、対近鉄バファローズ24回戦（日生球場）、7番・三塁手で先発出場
- 初安打・初打点：1963年9月8日、対近鉄バファローズ25回戦（日生球場）、4回表に徳久利明から適時打
- 初本塁打：1965年9月22日、対南海ホークス23回戦（大阪スタヂアム）、3回表に三浦清弘からソロ

節目の記録
- 100本塁打：1972年8月4日、対南海ホークス17回戦（東京スタジアム）、1回裏に中山孝一から左越先制場外2ラン ※史上70人目
- 1000試合出場：1972年8月30日、対東映フライヤーズ21回戦（明治神宮野球場）、5番・中堅手で先発出場 ※史上161人目
- 1000本安打：1975年5月5日、対広島東洋カープ5回戦（阪神甲子園球場）、6回裏に池谷公二郎から左前安打 ※史上89人目
- 1500試合出場：1977年5月24日、対大洋ホエールズ9回戦（川崎球場）、7番・中堅手で先発出場 ※史上54人目
- 150本塁打：1977年8月26日、対中日ドラゴンズ21回戦（阪神甲子園球場）、8回裏に鈴木孝政から左越2ラン ※史上49人目

その他の記録
- オールスターゲーム出場：4回 （1967年、1969年 - 1971年）

### 背番号
- 34 （1962年 - 1972年、1975年 - 1978年）[注 21]
- 16 （1973年 - 1974年）[12][22]
- 27 （1979年）[9]
- 70 （1984年 - 1987年）[9]
- 80 （1988年 - 1989年）[10]
- 72 （1990年 - 1992年）[11]
- 81 （1993年 - 1994年）[12][31]
- 94 （1996年）[12][15]

### 登録名
- 池辺 巌 （いけべ いわお、1962年 - 1978年）
- 池辺 豪則 （いけべ たけのり、1979年、1984年 - 1986年）
- 池辺 巖（いけべ いわお、1987年 - 1994年、1996年）

## 関連情報

### 解説者としての出演番組
- プロ野球中継（各放送局）
  - 近鉄バファローズナイター（ラジオ大阪）[注 14]
  - OBCビッグナイター（ラジオ大阪）[注 14]
  - CTCダイナミックスポーツ（千葉テレビ）
  - J SKY SPORTS STADIUM（J SKY SPORTS）[注 20]